# Josef Pekarek
Josef Pekarek (* 2. Jänner 1913 in Bad Vöslau; † 30. Juni 1996) war ein österreichischer Fußball-Nationalspieler, welcher auch einmal in der deutschen Fußballnationalmannschaft zum Einsatz gekommen ist.

## Karriere

### Vereine
Josef Pekarek begann seine Fußballerkarriere 1924 beim Vöslauer Sportklub in seinem Heimatort. Als er Lehrling in den Wiener Neustädter Daimlerwerken wurde, folgte 1927 auch der Wechsel zum 1. Wiener Neustädter SC, wo er innerhalb der VAFÖ 1933 niederösterreichischer Landesmeister wurde. Bei einem Freundschaftsspiel gegen Wacker wurde der Mittelstürmer von Karli Zischek schließlich in die I. Liga geholt. Bei den Meidlingern wurde er von Trainer Poldl Resch schließlich in die Halvsreihe zurückgestellt und erlebte in den folgenden Jahren den Aufstieg des Bezirksvereins. Anfänglich wurde er bei Wacker von Franz Hanreiter (bis 1936) und seine gesamte Wacker-Zeit von Ernst Reitermaier, Johann Walzhofer und Zischek begleitet.
Mit Wacker konnte Josef Pekarek in den Jahren 1939, 1940 und 1941 drei Mal in Serie Vizemeister der österreichischen beziehungsweise ostmärkischen Meisterschaft werden. Im Tschammerpokal 1939 drang er mit seiner Mannschaft bis in das Halbfinale vor, dann kam es im März und April 1940 zu drei dramatischen Spielen gegen den SV Waldhof Mannheim (1:1 n. V.; 2:2 n. V.; 0:0 n. V.) und Wacker schied durch Losentscheid aus und Waldhof zog in das Finale ein. Leistungsträger waren in allen drei Halbfinalspielen Torhüter Alexander Martinek, Mittelläufer Pekarek, Rechtsaußen Zischek, Mittelstürmer Reitermaier und Halblinks Walzhofer.

### Auswahlmannschaften
Pekarek wurde erstmals am 21. März 1937 im Europapokalspiel gegen Italien (2:0) in der österreichischen Nationalmannschaft aufgestellt; er bildete vor Torhüter Peter Platzer mit Karl Sesta, Willibald Schmaus (Verteidigerpaar), Karl Adamek und Walter Nausch als Mittelläufer die Defensive der Gastgeber im Praterstadion vor 52.000 Zuschauern. Vereinskollege Zischek hatte den rechten Flügel besetzt. Ohne Gegentore gegen den international berühmten Innensturm der „Azzurri“ mit Giuseppe Meazza, Silvio Piola und Giovanni Ferrari die 90 Minuten absolviert zu haben, war eine beachtliche Leistung für die Austria-Defensive.
Im Mai war der Mittelläufer von Wacker noch bei den zwei Remis gegen Schottland (1:1) und Ungarn (2:2) im Einsatz, ehe im September ein 4:3-Erfolg gegen die von Karl Rappan betreute Schweiz folgte. Mit Österreich schaffte er am 5. Oktober 1937 nach einem 2:1-Sieg über Lettland die erfolgreiche Qualifikation zur Weltmeisterschaft 1938, die Teilnahme wurde allerdings durch die Annexion Österreichs durch das Deutsche Reich verhindert.
In den Städtespielen gegen Prag (24. Oktober 1937) und Budapest (24. April 1938) vertrat er die Farben von Wien und gehörte dem Nationalmannschaftslehrgang vor dem Länderspiel von Deutschland gegen England (3:6) am 14. Mai 1938 an, gemeinsam mit den Stopperkonkurrenten Ludwig Goldbrunner, Johann Mock und Wilhelm Sold. Dem Weltmeisterkader für die Weltmeisterschaft 1938 in Frankreich gehörte er dann aber nicht an.
Pekarek kam am 27. August 1939 gegen die Slowakei zu seinem Länderspieleinsatz in der reichsdeutschen Nationalmannschaft, als einer von acht Österreichern die an diesem Tage aufgestellt waren. Bei der 0:2-Niederlage in Bratislava agierte er wie gewohnt auf der Mittelläuferrolle und wurde vom linken Außenläufer Max Merkel unterstützt. Wacker-Kollege Reitermaier konnte an der Seite von Franz Binder kein Tor erzielen. Am 19. Mai 1940 verlor er mit der Auswahl der Ostmark das Halbfinalspiel in München um den Reichsbundpokal gegen Bayern.
Letztendlich überlebte der Centerhalf den Zweiten Weltkrieg nur mit einer schweren Verletzung. Die Amputation eines Beines beendete die Fußballkarriere von Josef Pekarek abrupt. Er wurde am Südwestfriedhof (Wien) bestattet.

## Erfolge
- 3 × Österreichischer Vizemeister: 1939, 1940, 1941
- 5 Länderspiele für die österreichische Fußballnationalmannschaft 1937
- 1 Länderspiel für die deutsche Fußballnationalmannschaft 1939